# فارين (كيبك)
فارين، كيبك (بالإنجليزية: Varennes)‏ هي مدينة كندية تقع في مقاطعة كيبك. تبلغ مساحة هذه المدينة 92.5323 (كم²)، ويبلغ عدد سكانها 20950 نسمة حسب إحصاء سنة 2006 م، بينما كان يسكنها 19653 نسمة في سنة 2001 م. تحتل هذه المدينة المرتبة رقم 181 بين مدن كندا حسب عدد السكان والمرتبة رقم 49 في المقاطعة. النمو سكاني في هذه المدينة يقدر بـ(6.6).

## أعلام
- أيميه انجلوا
- سيلفيان غرينير
- جوزيف انجلوا

## وصلات خارجية
- الأطلس الحكومي لكندا
- إحصاءات كندا مع ساعة تعداد السكان